# Естеве Рабат
Естеве «Тіто» Рабат Берґада (ісп. Esteve Rabat Bergada; 25 травня 1989, Барселона, Іспанія) — іспанський мотогонщик, чемпіон світу з шосейно-кільцевих мотоперегонів серії MotoGP у класі Moto2 (2014). В сезоні 2016 року виступає у класі MotoGP за команду «EG 0,0 Marc VDS» під номером 53.

## Кар'єра
Професійна кар'єра Естеве Рабата почалася в 2005 році, коли він взяв участь у Гран-Прі Валенсії по вайлд-кард з командою «Queroseno Honda BQR».
Прорив Рабата відбувся в ході сезону 2013 року. Відкриваюче сезон Гран-Прі Катару Естеве завершив на 9-му місці. На другому етапі календаря, Гран-Прі Америк, Рабат вперше в своїй кар'єрі піднявся на подіум, посівши друге місце. У наступній гонці, в Іспанії, Тіто завоював свій перший поул, випередивши своїх суперників більш ніж на 0,4 секунди. У самій же гонці іспанець лідирував від початку до кінця, вигравши на фініші понад чотири секунди у Скотта Редінга. Додавши до цього ще дві перемоги протягом сезону (у Індіанаполісі та Малайзії), Тіто у загальному заліку посів третє місце.

### 2014: Чемпіонство

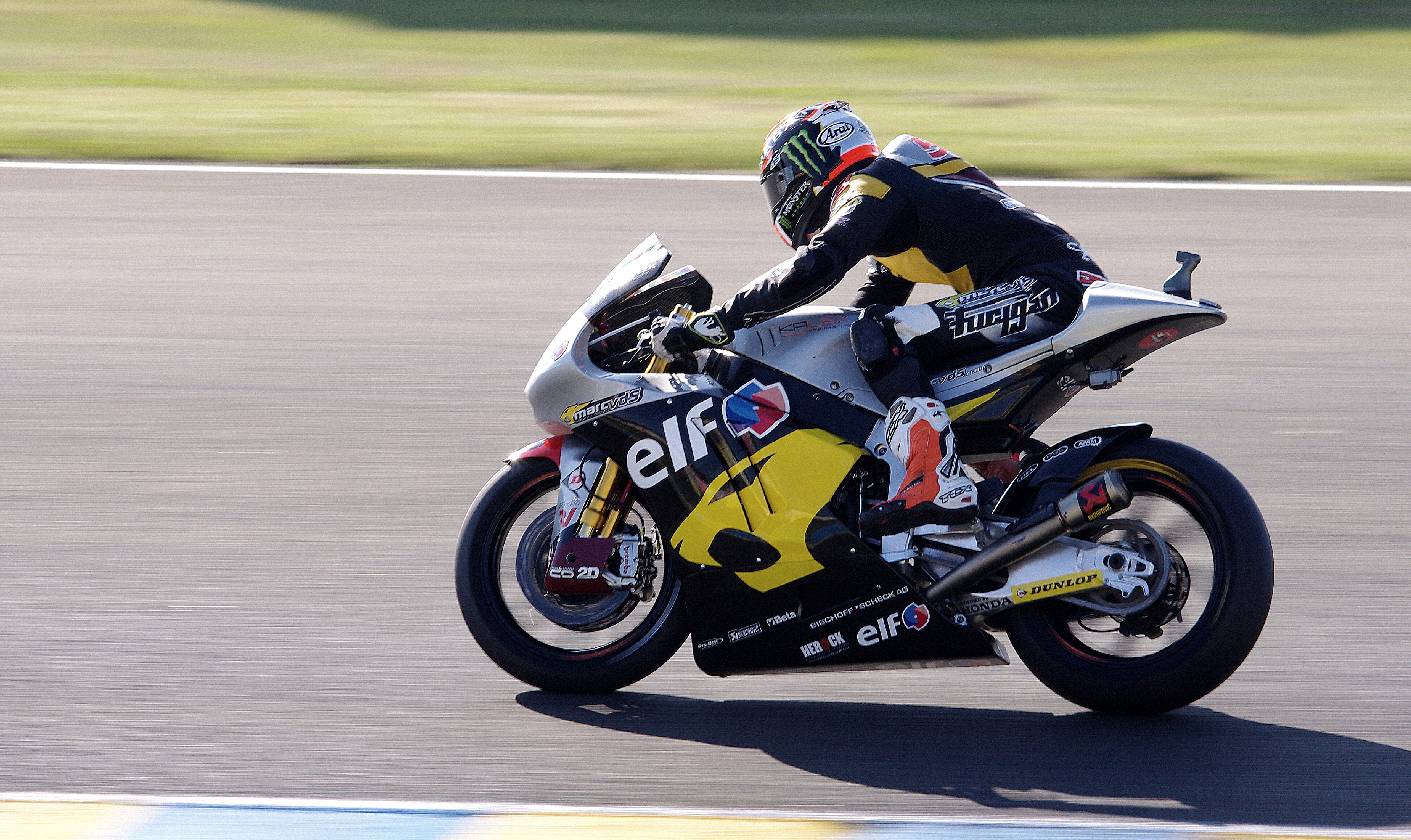
Тіто Рабат у складі команди «Marc VDS Racing Team» на Гран-Прі Франції-2014

На сезон 2014 Тіто перейшов до бельгійської команди «Marc VDS Racing Team». Тут він отримав у своє розпорядження мотоцикл Kalex Moto2, а його напарником став ветеран MotoGP фін Міка Калліо. У перших трьох гонках сезону Естеве здобув дві перемоги (у Катарі та Аргентині) та одне друге місце (Гран-Прі Америк). Це дозволило йому захопити лідерство у загальному заліку. Загалом же у першій половині сезону іспанець виграв 4 гонки з 9-ти, що дозволило відірватись у загальному заліку від основного конкурента, Калліо, на 19 очок. У його контракті з «Marc VDS Racing Team» була цікава опція: якби він виграв чемпіонат, то зміг би вільно перейти у клас MotoGP, підписавши контракт з будь-якою командою. Проте він вирішив відмовитись від цього, натомість підписавши нову угоду для виступів у класі Moto2 на наступний сезон.
До середини сезону результати Тіто погіршились, чим скористався Калліо, який за підсумками десятого Гран-Прі сезону у Індіанаполісі скоротив своє відставання лише до 7 очок. Проте, після цього, Рабат видав серію із трьох перемог поспіль (у Чехії, Великої Британії та Сан Марино). Це деморалізувало фіна, який ці етапи закінчив на другому місці. Наступні три гонки Естеве фінішував на подіумі, і, на передостанній гонці сезону у Малайзії, йому достатньо було фінішувати на 7-му місці, щоб достроково стати чемпіоном світу. Він перевиконав план, приїхавши третім. Загалом у сезоні іспанець здобув 7 перемог, 14 разів опинявся на подіумі, набравши 346 очок. Кількість набраних очок стала рекордною для середнього класу.
Перемогу у чемпіонаті Естеве присвятив своїй мамі, яка, за його словами, «віддала дуже багато енергії, щоб цей день настав».

### 2015
На сезон 2015 Тіто залишився з командою у Moto2, ставши першим гонщиком в історії класу, який після перемоги у Moto2 не перейшов до категорії MotoGP. Перед початком чемпіонату він змінив свій гоночний номер з «53» на «1». Початок сезону виявився для іспанця невдалим — в Катарі він не доїхав до фінішу, в Америці закінчив гонку лише 4-им, а в Аргентині приїхав лише 12-им. За підсумками трьох перших етапів він займав у загальному заліку лише 11-е місце з відставанням від лідера, Йоана Зарко, у 36 очок. Для захисту чемпіонського звання Тіто був зобов'язаний демонструвати високі результати, тому після перших невдач видав успішну серії із 5 подіумних фінішів поспіль, здобувши в тому числі перемогу на Гран-Прі Італії. Це вивело його на 2-е місце загального заліку, проте, на його нещастя, Зарко теж не збирався відмовлятись від своїх чемпіонських амбіцій, демонструючи високі результати. Два наступні Гран-Прі стали ключовими для вирішення долі чемпіонства — в Німеччині Тіто не фінішував, а в Індіанаполісі був лише 4-им. Це опустило його в загальному заліку на 3-є місце, а відставання від лідера становило вже 74 очка, для відіграшу яких залишилось лише 8 гонок. І хоча в наступних 4 гонках Естеве фінішував на подіумі, здобувши другу перемогу в сезоні на Гран-Прі Арагону, цього виявилось достатнім лише для повернення другого місця в загальному заліку. Отримавши травму на тренування перед Гран-Прі Японії, Тіто не зміг узяти в ньому участь, достроково склавши повноваження чемпіона світу. Пропустивши дві наступні гонки, Рабат опустився у загальному заліку на 3-є місце, і, хоча він і виграв останню гонку у Валенсії, цього виявилось недостатньо для повернення навіть на другу сходинку загального заліку.

### 2016: Перехід у MotoGP
В середині сезону 2015 Тіто отримав пропозицію від своєї команди перейти у клас MotoGP та відгукнувся на неї. Він зайняв місце Скотта Реддінга та отримав у своє розпорядження мотоцикл Honda RC213V в заводській комплектації. Вперше Тіто сів за його кермо після закінчення Гран-Прі Арагону-2015, проїхавши 60 тестових кіл.

## Статистика виступів у MotoGP

### У розрізі сезонів
| Сезон | Клас   | Команда              | Мотоцикл        | Гонки | Пер | Под | ПП | НК | Очки | Місце |
| ----- | ------ | -------------------- | --------------- | ----- | --- | --- | -- | -- | ---- | ----- |
| 2005  | 125cc  | Wurth Honda BQR      | Honda           | 1     | 0   | 0   | 0  | 0  | 0    | —     |
| 2006  | 125cc  | Wurth Honda BQR      | Honda           | 11    | 0   | 0   | 0  | 0  | 11   | 23    |
| 2007  | 125cc  | Repsol Honda 125cc   | Honda           | 15    | 0   | 1   | 0  | 0  | 74   | 11    |
| 2008  | 125cc  | Repsol KTM 125cc     | KTM             | 16    | 0   | 0   | 0  | 0  | 49   | 14    |
| 2009  | 125cc  | Blusens Aprilia      | Aprilia RSA 125 | 16    | 0   | 0   | 0  | 0  | 37   | 18    |
| 2010  | 125cc  | Blusens-STX          | Aprilia RSA 125 | 17    | 0   | 2   | 0  | 0  | 147  | 6     |
| 2011  | Moto2  | Blusens-STX          | FTR Moto M211   | 17    | 0   | 1   | 0  | 0  | 79   | 10    |
| 2012  | Moto2  | Tuenti Movil HP 40   | Kalex Moto2     | 17    | 0   | 1   | 0  | 0  | 114  | 7     |
| 2013  | Moto2  | Tuenti HP 40         | Kalex Moto2     | 17    | 3   | 7   | 2  | 3  | 216  | 3     |
| 2014  | Moto2  | Marc VDS Racing Team | Kalex Moto2     | 18    | 7   | 14  | 11 | 5  | 346  | 1     |
| 2015  | Moto2  | EG 0,0 Marc VDS      | Kalex Moto2     | 15    | 3   | 10  | 3  | 3  | 231  | 3     |
| 2016  | MotoGP | EG 0,0 Marc VDS      | Honda RC213V    |       |     |     |    |    |      |       |

## Рекорди
- 14 — кількість подіумів за сезон (2014, повторення рекорду Марка Маркеса у сезоні 2012);
- 11 — поулів за сезон (2014).

## Зовнішні посилання
- Профіль [Архівовано 10 липня 2017 у Wayback Machine.] на офіційному сайті MotoGP (англ.)